# Station Elmswell
Elmswell is een spoorwegstation van National Rail in Elmswell, Mid Suffolk in Engeland. Het station is eigendom van Network Rail en wordt beheerd door Greater Anglia. 